# Jošihisa Hirano
Jošihisa Hirano (japonsky 平野義久, Hirano Jošihisa; * 7. prosince 1971 Šingú, Wakajama, Japonsko) je japonský hudební skladatel, který se zaměřuje na skládání filmové hudby k anime. Několikrát spolupracoval při tvorbě hudby s Hidekim Taniučim.

## Dílo

### Televizní seriály
- Beyblade (2001)
- Šičinin no Nana (2002)
- Hanada šónen-ši (2002)
- Air Master (2003)
- Maria-sama ga miteru (2004) – pouze hudební aranžmá
- Midori no hibi (2004)
- Sensei no odžikan (2004)
- Maria-sama ga miteru: Haru (2004) – pouze aranžmá úvodní znělky
- Harukanaru toki no naka de hačijó šó (2004)
- Ginjú mokuširoku Meine Liebe (2004)
- Strawberry Panic! (2006)
- Ouran High School Host Club (2006)
- Silk Road Boy Júto (2006)
- Super Robot Wars Original Generation: Divine Wars (2006)
- Death Note (2006) – spolu s Hidekim Taniučim
- Kótecušin Jeeg (2007)
- Top Secret: The Revelation (2008)
- RD Sennó čósašicu (2008) – spolu s Hidekim Taniučim
- Hadžime no ippo: New Challenger (2009) – spolu s Hidekim Taniučim
- Tatakau šišo (2009)
- Čú-Bra!! (2010)
- Hunter × Hunter (2011)
- Tanken Driland (2012)
- Hadžime no ippo: Rising (2013) – spolu s Cuneo Imahorim
- Broken Blade (2014)
- Ai Tenči mujó! (2014)
- Edens Zero (2021)

### Ostatní
- Harukanaru toki no naka de: Adžisai jumegatari (2002) – OVA
- Dirge of Cerberus -Final Fantasy VII- (2006) – PS2 hra, instrumentace
- Harukanaru toki no naka de: Maihitojo (2006) – film
- Resident Evil: The Darkside Chronicles (2009) – hra na Wii, instrumentace
- Final Fantasy XIII (2009) – hra na PlayStation 3 a Xbox 360, instrumentace
- Break Blade (2010) – šestidílná filmová série
- Hunter × Hunter: Phantom Rouge (2013) – film
- Hunter × Hunter: The Last Mission (2013) – film